# Думшішкяй
Думшішкяй (Dumšiškiai) — село у Литві, Расейняйський район, Палепяйське староство, знаходиться за 3 км від міста Расейняй. 1959 року в селі проживало 174 людей, 2001-го — 107. Неподалік знаходяться села Мініоняй та Парасейнус, протікає річка Кіаунупіс.

## Принагідно
- Dumšiškiai

| Литва | Це незавершена стаття з географії Литви. Ви можете допомогти проєкту, виправивши або дописавши її. |